# Lindsay Anderson
Lindsay Gordon Anderson (Bangalore, 17 aprile 1923 – Angoulême, 30 agosto 1994) è stato un regista britannico.
Tra i massimi esponenti del free cinema britannico, diresse importanti film nell'arco di un ventennio.

## Biografia
Dopo un'attività di cortometraggi a sfondo sociale e politico, esordì nel lungometraggio nel 1963 con Io sono un campione, film notevole che narra la vicenda di un minatore che diventa campione di rugby. La pellicola è considerata una delle migliori del giovane cinema inglese dell'epoca, con un grande Richard Harris che vinse il premio per il miglior attore al festival di Cannes.
Con Se... (1968), metafora sul malessere e sul desiderio di rivolta della gioventù britannica, Anderson fece di nuovo centro vincendo la Palma d'oro al Festival di Cannes. Anderson raggiunse una notevole notorietà con questo film che divenne uno dei manifesti della ribellione giovanile del sessantotto e che è il primo della trilogia dedicata al personaggio di Mick Travis; gli altri due film furono O Lucky Man! (1973), ballata satirica con cadenze picaresche interpretata da Malcolm McDowell, e Britannia Hospital (1982), farsa grottesca che se la prende con il massimalismo dei sindacati, con la burocrazia, con lo snobismo e l'attaccamento alle tradizioni e l'invadenza dei mass media.
Anderson si dedicò anche al teatro, alla tv ed alla realizzazione di video musicali, tra gli altri per gli Wham!. Del 1975 è l'interessante film Celebrazione.
Il suo ultimo film è Le balene d'agosto, una commedia che è anche una grande prova di quattro vecchie glorie del cinema: Lillian Gish, Bette Davis, Ann Sothern e Vincent Price.
A Lindsay Anderson è stato dedicato il film di Davide Ferrario intitolato Tutti giù per terra, tratto dal libro omonimo di Giuseppe Culicchia.

## Filmografia

### Lungometraggi
- Io sono un campione (This Sporting Life) (1963)
- Se... (If...) (1968)
- O Lucky Man! (1973)
- Celebrazione (In Celebration) (1975)
- Britannia Hospital (1982)
- Le balene d'agosto (The Whales of August) (1987)
- Is That All There Is? (1993) - documentario

### Cortometraggi
- Meet the Pioneers (1948) - documentario
- Idlers That Work (1949)
- Trunk Conveyor (1952)
- Three Installations (1952)
- Thursday's Children (1954) - documentario
- The Children Upstairs (1955) - documentario
- Henry (1955)
- Green and Pleasant Land (1955)
- Foot and Mouth (1955)
- Energy First (1955)
- A Hundred Thousand Children (1955)
- £20 a Ton (1955)
- O Dreamland (1956) - documentario
- Wakefield Express (1957) - documentario
- Tutti i giorni eccetto Natale (Every Day Except Christmas) (1957)
- March to Aldermaston, co-regia di Karel Reisz (1959) - documentario
- The White Bus (1967)
- The Singing Lesson, coregia di Piotr Szulkin (1967) - documentario
- Wham! in China: Foreign Skies (1986) - documentario

### Televisione
- Robin Hood (The Adventures of Robin Hood) (1955-1960) - 5 episodi
- Play for Today (1972) - episodio Home
- La vecchia folla (The Old Crowd) (1979) - film TV
- Look Back in Anger, co-regia di David Hugh Jones (1980) - film TV
- Free Cinema (1986) - documentario
- Gloria! Gloria! (Glory! Glory!) (1989) - film TV